# Szermierka na Letnich Igrzyskach Olimpijskich 1960 – szpada drużynowo mężczyzn
Szpada drużynowa mężczyzn – jedna z konkurencji szermierczych, w której rywalizacja odbyła się podczas Letnich Igrzysk Olimpijskich 1960 w Rzymie. Turniej został rozegrany 9 września 1960 roku w Palazzo dei Congressi.

## Składy reprezentacji
| Lp. | Reprezentacja     | Zawodnicy |
| --- | ----------------- | --- |
| 1   | Australia         | Ivan Lund Richard Stone John Humphreys John Simpson Keith Hackshall                                          |
| 2   | Belgia            | Pierre Francisse René Van Den Driessche Jacques Debeur Roger Achten François Dehez                           |
| 3   | Finlandia         | Kaj Czarnecki Kurt Lindeman Rolf Wiik Kalevi Pakarinen                                                       |
| 4   | Francja           | Armand Mouyal Yves Dreyfus Claude Brodin Christian d'Oriola Jack Guittet Gérard Lefranc                      |
| 5   | RFN               | Paul Gnaier Fritz Zimmermann Dieter Fänger Georg Neuber Helmut Anschütz Walter Köstner                       |
| 6   | Wielka Brytania   | Allan Jay Michael Howard John Pelling Bill Hoskyns Raymond Harrison Michael Alexander                        |
| 7   | Węgry             | József Marosi Tamás Gábor István Kausz József Sákovics Árpád Bárány                                          |
| 8   | Irlandia          | George Carpenter Christopher Bland Brian Hamilton Tom Kearney                                                |
| 9   | Włochy            | Edoardo Mangiarotti Giuseppe Delfino Carlo Pavesi Alberto Pellegrino Fiorenzo Marini Gianluigi Saccaro       |
| 10  | Japonia           | Heizaburo Okawa Tsugeo Ozawa Sonosuke Fujimaki Kazuhiko Tabuchi                                              |
| 11  | Liban             | Ibrahim Osman Mohamed Ramadan Michel Saykali Hassan El-Said                                                  |
| 12  | Luksemburg        | Roger Theisen Edy Schmit Robert Schiel Rudy Kugeler Eddi Gutenkauf                                           |
| 13  | Meksyk            | Benito Ramos Ángel Roldán Antonio Almada Sergio Escobedo José Pérez                                          |
| 14  | Maroko            | Abbes Harchi Abderrahman Sebti Charles Ben Itah Abderraouf El-Fassy Mohamed Ben Joullon                      |
| 15  | Polska            | Bohdan Gonsior Jerzy Strzałka Wiesław Glos Janusz Kurczab Andrzej Kryński                                    |
| 16  | Portugalia        | José Ferreira Manuel Borrego José Fernandes José de Albuquerque                                              |
| 17  | ZSRR              | Guram Kostawa Bruno Habārovs Arnold Czernuszewicz Walentin Czernikow Aleksandr Pawłowski                     |
| 18  | Hiszpania         | Pedro Cabrera Manuel Martínez Jesús Díez Joaquín Moya                                                        |
| 19  | Szwecja           | Hans Lagerwall Göran Abrahamsson Ulf Ling-Vannérus Berndt-Otto Rehbinder Carl-Wilhelm Engdahl Orvar Lindwall |
| 20  | Szwajcaria        | Hans Bässler Jules Amez-Droz Paul Meister Charles Ribordy Claudio Polledri Michel Steininger                 |
| 21  | Stany Zjednoczone | James Margolis Roland Wommack David Micahnik Henry Kolowrat Jr. Ralph Spinella                               |

## Wyniki

### Runda 1

#### Grupa A
| Miejsce | Zespół            | Z | P | PW | PP | Kwal. |     | ITA  | USA  | POR |
| ------- | ----------------- | - | - | -- | -- | ----- | --- | ---- | ---- | --- |
| 1.      | Włochy            | 2 | 0 | 18 | 9  | Q     |     | 9-2  | 9-7  |     |
| 2.      | Stany Zjednoczone | 1 | 1 | 12 | 15 | Q     | 2-9 |      | 10-6 |     |
| 3.      | Portugalia        | 0 | 2 | 13 | 19 |       | 7-9 | 6-10 |      |     |

#### Grupa B
| Miejsce | Zespół  | Z | P | PW | PP | Kwal. |      | ITA | USA  | POR |
| ------- | ------- | - | - | -- | -- | ----- | ---- | --- | ---- | --- |
| 1.      | Węgry   | 2 | 0 | 18 | 9  | Q     |      | 9-4 | 14-2 |     |
| 2.      | Japonia | 1 | 1 | 12 | 15 | Q     | 4-9  |     | 9-7  |     |
| 3.      | Meksyk  | 0 | 2 | 13 | 19 |       | 2-14 | 7-9 |      |     |

#### Grupa C
| Miejsce | Zespół     | Z | P | PW | PP | Kwal. |           | ITA       | USA       | POR |
| ------- | ---------- | - | - | -- | -- | ----- | --------- | --------- | --------- | --- |
| 1.      | ZSRR       | 2 | 0 | 17 | 9  | Q     |           | 9-1       | 8.25-8.18 |     |
| 2.      | Liban      | 1 | 1 | 12 | 15 | Q     | 1-9       |           | 8.26-8.23 |     |
| 3.      | Szwajcaria | 0 | 2 | 13 | 19 |       | 8.18-8.25 | 8.23-8.26 |           |     |

#### Grupa D
| Miejsce | Zespół    | Z | P | PW | PP | Kwal. |      | ITA  | USA  | POR |
| ------- | --------- | - | - | -- | -- | ----- | ---- | ---- | ---- | --- |
| 1.      | Francja   | 2 | 0 | 21 | 6  | Q     |      | 9-2  | 12-4 |     |
| 2.      | Finlandia | 1 | 1 | 14 | 13 | Q     | 2-9  |      | 12-4 |     |
| 3.      | Irlandia  | 0 | 2 | 8  | 14 |       | 4-12 | 4-12 |      |     |

#### Grupa E
| Miejsce | Zespół          | Z | P | PW | PP | Kwal. |      | ITA  | USA  | POR |
| ------- | --------------- | - | - | -- | -- | ----- | ---- | ---- | ---- | --- |
| 1.      | Wielka Brytania | 2 | 0 | 23 | 8  | Q     |      | 8-7  | 15-1 |     |
| 2.      | Luksemburg      | 1 | 1 | 19 | 12 | Q     | 7-8  |      | 12-4 |     |
| 3.      | Maroko          | 0 | 2 | 5  | 27 |       | 1-15 | 4-12 |      |     |

#### Grupa F
| Miejsce | Zespół    | Z | P | PW | PP | Kwal. |      | ITA  | USA  | POR |
| ------- | --------- | - | - | -- | -- | ----- | ---- | ---- | ---- | --- |
| 1.      | RFN       | 2 | 0 | 22 | 10 | Q     |      | 9-7  | 13-3 |     |
| 2.      | Szwecja   | 1 | 1 | 18 | 14 | Q     | 7-9  |      | 11-5 |     |
| 3.      | Australia | 0 | 2 | 8  | 24 |       | 3-13 | 5-11 |      |     |

#### Grupa G
| Miejsce | Zespół    | Z   | P   | PW | PP | Kwal. |     | ITA | USA | POR |
| ------- | --------- | --- | --- | -- | -- | ----- | --- | --- | --- | --- |
| 1.      | Belgia    | 1,5 | 0,5 | 17 | 15 | Q     |     | 8-8 | 9-7 |     |
| 2.      | Polska    | 1,5 | 0,5 | 17 | 15 | Q     | 8-8 |     | 9-7 |     |
| 3.      | Hiszpania | 0   | 2   | 14 | 18 |       | 7-9 | 7-9 |     |     |

## Runda eliminacyjna
|  | 1/16 | 1/16              | 1/16   |  |  | Ćwierćfinały    | Ćwierćfinały    | Ćwierćfinały    |   |        | Półfinały | Półfinały | Półfinały |            |                   | Finały            | Finały | Finały |
|  |      |                   |        |  |  |                 |                 |                 |   |        |           |           |           |            |                   |                   |        |        |
|  | F2   | Szwecja           | 9      |  |  |                 |                 |                 |   |        |           |           |           |            |                   |                   |        |        |
|  | G1   | Belgia            | 4      |  |  | Szwecja         | Szwecja         | 3               |   |        |           |           |           |            |                   |                   |        |        |
|  |      |                   |        |  |  | A1              | Włochy          | 9               |   |        |           |           |           |            |                   |                   |        |        |
|  |      |                   |        |  |  |                 |                 |                 |   | Włochy | Włochy    | 9         |           |            |                   |                   |        |        |
|  | D2   | Finlandia         | 5      |  |  |                 | Japonia         | Japonia         | 6 |        |           |           |           |            |                   |                   |        |        |
|  | F1   | Stany Zjednoczone | 9      |  |  | Niemcy          | Niemcy          | 2               |   |        |           |           |           |            |                   |                   |        |        |
|  | B2   | Japonia           | 0      |  |  | ZSRR            | ZSRR            | 9               |   |        |           |           |           |            |                   |                   |        |        |
|  | C1   | ZSRR              | 9      |  |  |                 |                 |                 |   |        | ' Włochy  | ' Włochy  | 9         |            |                   |                   |        |        |
|  | E2   | Polska            | 8 (62) |  |  |                 | Wielka Brytania | Wielka Brytania | 5 |        |           |           |           |            |                   |                   |        |        |
|  | G2   | Luksemburg        | 8 (61) |  |  | Luksemburg      | Luksemburg      | 2               |   |        |           |           |           |            |                   |                   |        |        |
|  |      |                   |        |  |  | B1              | Węgry           | 9               |   |        |           |           |           |            |                   |                   |        |        |
|  |      |                   |        |  |  |                 |                 |                 |   | Węgry  | Węgry     | 7         |           | 3. miejsce | 3. miejsce        | 3. miejsce        |        |        |
|  | A2   | Stany Zjednoczone | 5      |  |  |                 | Wielka Brytania | Wielka Brytania | 8 |        |           |           |           |            |                   |                   |        |        |
|  | E1   | Wielka Brytania   | 9      |  |  | Wielka Brytania | Wielka Brytania | 9               |   |        |           |           |           |            | Stany Zjednoczone | Stany Zjednoczone | 9      |        |
|  | C2   | Szwajcaria        | 8 (64) |  |  | Szwajcaria      | Szwajcaria      | 5               |   | Węgry  | Węgry     | 5         |           |            |                   |                   |        |        |
|  | D1   | Francja           | 8 (66) |  |  |                 |                 |                 |   |        |           |           |           |            |                   |                   |        |        |

## Klasyfikacja końcowa
| Miejsce | Zespół            |
| ------- | ----------------- |
| złoto   | Włochy            |
| srebro  | Wielka Brytania   |
| brąz    | ZSRR              |
| 4.      | Węgry             |
| 5.      | RFN               |
| 5.      | Luksemburg        |
| 5.      | Szwecja           |
| 5.      | Szwajcaria        |
| 9.      | Belgia            |
| 9.      | Finlandia         |
| 9.      | Francja           |
| 9.      | Japonia           |
| 9.      | Polska            |
| 9.      | Stany Zjednoczone |
| 15.     | Australia         |
| 15.     | Irlandia          |
| 15.     | Liban             |
| 15.     | Meksyk            |
| 15.     | Maroko            |
| 15.     | Portugalia        |
| 15.     | Hiszpania         |